# Koncentrační tábor Sajmište

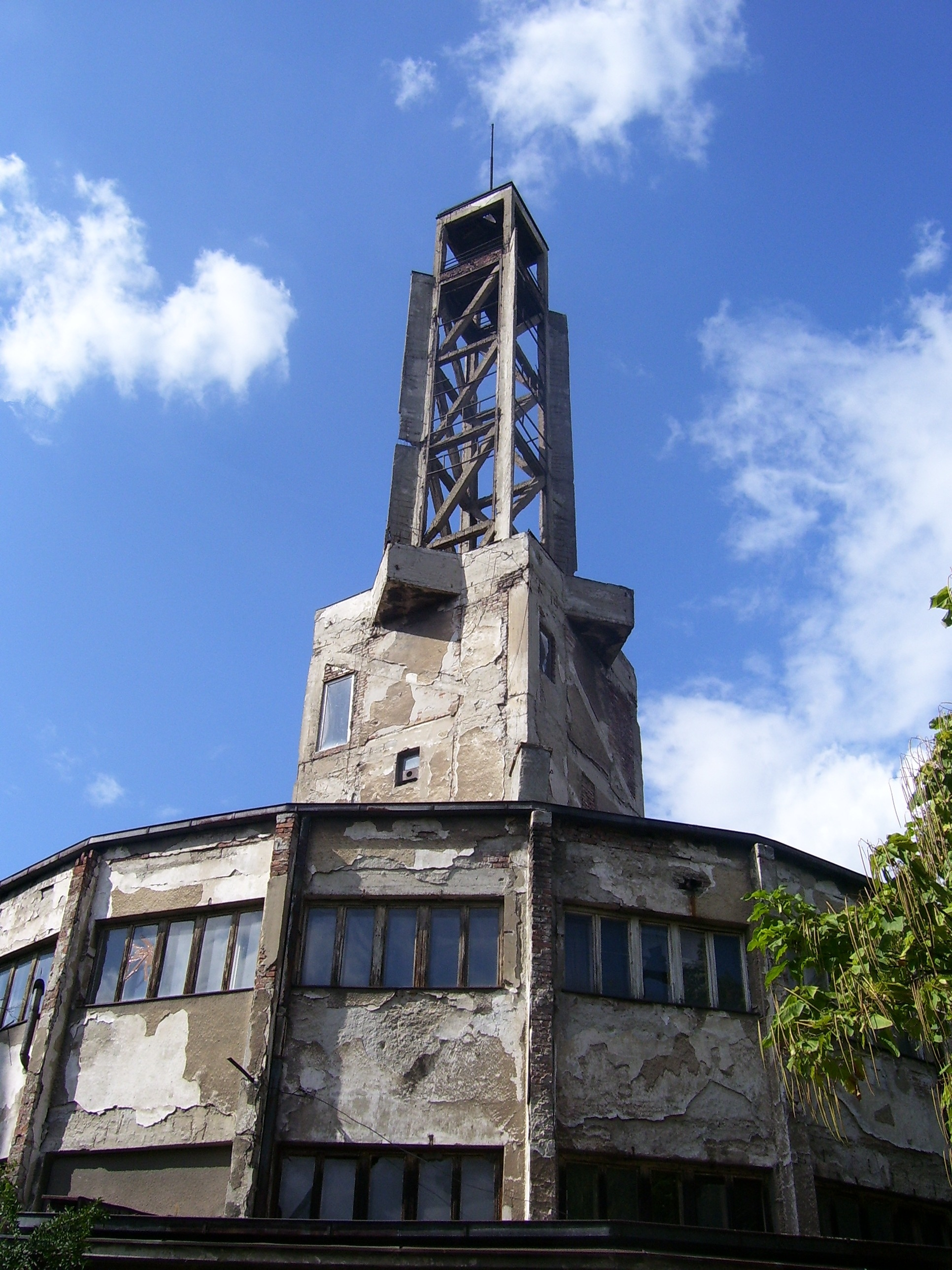
Koncentrační tábor Sajmište

Koncentrační tábor Sajmište, (srbsky Logor Sajmište nebo Логор Сајмиште, německy Judenlager Semlin), byl jeden z největších koncentračních táborů za 2. světové války na území dnešního Srbska. Tábor byl otevřen 28. října 1941 a cíleně se specializoval na vyhlazování Židů a Romů. Nacházel se u Bělehradu na území, které měl tehdy pod svou správou Nezávislý stát Chorvatsko.

## Vznik tábora
Prostor tábora bylo původně průmyslové výstaviště v těsné blízkosti Bělehradu. Začalo se stavět v roce 1937 a jeho moderní výstavní pavilony měly za cíl přilákat do Bělehradu obchodníky z celého světa. Rozvinuté země (včetně Československa i Německa) tam měly své pavilony, vrcholem byla věž ze které bylo předvedeno jedno z prvních televizních vysílání v Evropě. Výstaviště bylo místem zábavy a ukázkou předválečného pokroku a kultury jugoslávské mnohonárodnostní společnosti.
Do prostoru opuštěného a částečně poškozeného výstaviště, které 6. dubna 1941 vybombardovali Němci při obsazování Srbska, bylo postupně dovezeno na 5000 vězňů. Rozhodnutí o zřízení tábora právě na místě výstaviště, padlo dne 28. října 1941. Přípravné práce probíhaly během listopadu 1941; celý areál byl ohrazen plotem s ostnatým drátem a uvnitř areálu byla zřízena lůžka.
Vězni, kteří byli do "Židovského tábora Sajmište" odváženi, byli muži a hlavně ženy s dětmi. Nejvíce bylo Židů méně Romů. V Srbsku se tehdy museli Židé povinně registrovat, Romové nikoliv.
Na přelomu roků 1941 a 1942 jich hladem a krutou zimou přes 500 zemřelo, pohřbíváni byli hlavně na židovském hřbitově. S příchodem nového roku byli do tábora přiváženi další Židé, hlavně ženy a děti. Část Romů, kteří nekočovali a prokázali své přihlášení k trvalému pobytu, byla propuštěna. Do roku 1942 se v táboře nacházelo okolo sedmi tisíc lidí.

## Holokaust
Německé vojenské úřady žádaly udělat v táboře místo pro rostoucí počet zajatců, hlavně jugoslávských partyzánů. Po neúspěšných pokusech deportovat Židy na „východ“ byl z Německa dodán speciální utěsněný skříňový dodávkový automobil. Vždy 80 až 100 vězňům bylo oznámeno stěhování do lepšího tábora a ti se natlačili do auta. To poodjelo za bránu, řidič rozpojil výfukové potrubí a zavedl výfukové plyny do skříně auta. Nastartoval a vězni uvnitř byli za několik minut otráveni oxidem uhelnatým. Mrtví byli odváženi do hromadných hrobů vykopaných svými souvěrci na vojenském cvičišti v Jajinci. Plynovalo se každý den mimo neděle, poslední jízda se uskutečnila 8. 5. 1942. Celkem takto bylo zabito 6280 lidí. Auto pak bylo vráceno do Německa a po nezbytných opravách odesláno ke stejné práci do Minska.

## Internační tábor
Po zlikvidování Židů se z vyhlazovacího tábora stal internační tábor pro politické vězně a stále stoupající počet zadržovaných odbojářů. Stával se jen přechodným táborem a většina jeho vězňů byla odesílána na nucené práce do Třetí Říše i do pracovních táborů v samotném Srbsku. Vězni označení za nepřizpůsobivé byli odesíláni do likvidačních táborů v Osvětimi a Mauthausenu.
Od května 1942 do července 1944 prošlo táborem asi 32 000 vězňů z nichž 10 600 bylo zabito nebo zemřeli hladem či nemocemi. Následkem epidemie úplavice byla největší mortalita v létě 1942. Pohřbení jsou v masových hrobech na židovském hřbitově a ve vesnicích Bežanija a Jajinci.

## Likvidace

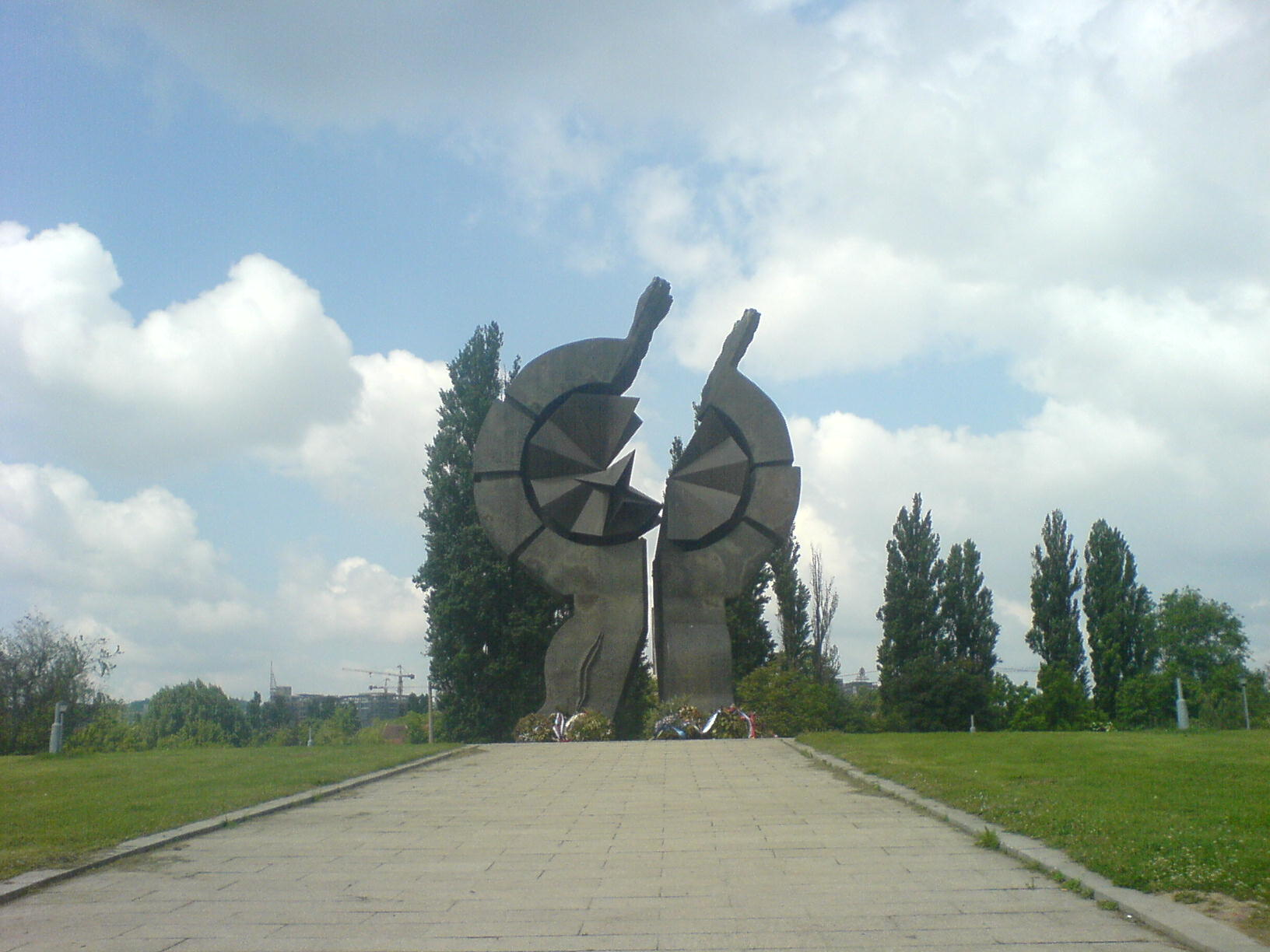
Památník na koncentrační tábor Sajmište

V dubnu 1944 při spojeneckém bombardování Bělehradu byl tábor zasažen a zabito bylo kolem stovky osob. Od května 1944 přestalo tábor spravovat Gestapo, které nahradila chorvatská ustašovská policie. Vězni byli postupně transportováni do jiných táborů a dne 26. července byl koncentrační tábor Sajmište oficiálně uzavřen. Dva měsíce nato ještě byla po tři dny v táboře internována skupina židů z Maďarska při přesunu do dalšího tábora.

## Současnost
Místo, jehož jméno se kdysi ze strachu vyslovovalo jen šeptem, je dnes prakticky opuštěno a zapomenuto. V roce 1950 měly být všechny stavby zbourány, roku 1987 byl celý objekt vyhlášen památkou. Počínaje rokem 2012 se mají začít zpracovávat plány na obnovu centrální věže a v následujících létech se plánuje, v závislosti na financích, postupná obnova původního italského a československého pavilonu.
Tragickou minulost výstaviště připomíná „památník na koncentrační tábor Sajmište“ stojící na břehu řeky Sávy.